# 胡麻草
胡麻草（学名：Centranthera cochinchinensis）为玄参科胡麻草属下的一个变种。